# Elsinor
Elsinor (en danés: Helsingør) es una ciudad portuaria del noreste de Selandia, en Dinamarca. Está situada en la parte más estrecha del Øresund, frente a la ciudad sueca de Helsingborg. Tenía 47 364 habitantes en 2018.
Elsinor es la capital del municipio homónimo y segunda ciudad más poblada de la Región Capital, después del área urbana de Copenhague. Aunque estadísticamente no forma parte del área metropolitana de Copenhague, en varios aspectos se ha estado convirtiendo desde finales del siglo XX en una ciudad satélite de la capital danesa.
Por su situación estratégica en el Øresund, Elsinor fue desde la Edad Media hasta el siglo XIX un lugar de control de la monarquía danesa sobre el comercio marítimo entre el mar del Norte y el mar Báltico que le aportó grandes ingresos económicos. El castillo de Kronborg, destinado a reafirmar ese control, es el principal monumento de la ciudad y es más conocido a nivel internacional por ser el escenario de la tragedia Hamlet, de William Shakespeare.

## Etimología
El primer registro escrito que se tiene del nombre de la ciudad data de 1231, bajo la forma Hælsingør. Deriva de helsing, como se conocía a los habitantes del Øresund, nombre que deriva a su vez de hals: "cuello" o "estrecho", y ør, con significado de "costa pedregosa". Los helsing son también el origen del nombre de la ciudad sueca de Helsingborg, pero no debe confundirse con los helsing de la provincia sueca de Hälsingland.
En castellano, existe el topónimo Elsinor, que junto con Copenhague, es el único topónimo castellano para una ciudad danesa. La forma castellana deriva de la inglesa Elsinore, el nombre utilizado por Shakespeare para designar a la ciudad en su célebre obra Hamlet. También tiene registro Elsenor.

## Historia
Elsinor se nombra por primera vez en el Censo del rey Valdemar en 1231. Fue un asentamiento en un sitio de paso obligado para la comunicación entre Selandia y Escania (en ese tiempo ambas regiones formaban parte de Dinamarca). Elsinor se encontraba rodeada de bosques y no contaba con grandes áreas agrícolas, por lo que originalmente sus pobladores se dedicaron a la pesca, pero debido a su ubicación pronto se convirtió en un lugar importante para el tráfico marítimo a través del Øresund. En 1426 el rey Erico de Pomerania extendió los privilegios de ciudad comercial y ordenó la reubicación de la misma al norte, junto a la iglesia de San Olaf. La nueva ciudad llegó a tener una importante actividad religiosa, pues contaba con tres monasterios.
En 1426 el rey estableció las cuotas de peaje del Øresund a todos los barcos no daneses (ni cuecos o noruegos en esa época) que pasaran por el estrecho. Este impuesto significó mucho en la historia de Elsinor, ya que aunque las cuotas iban a parar directamente a las arcas reales, los numerosos barcos de la ruta entre el Báltico y el mar del Norte que anclaban en el puerto para pasar a la aduana, impulsaron enormemente el comercio. La ciudad se llenó de comerciantes, marineros, soldados y funcionarios públicos, y llegó a ser la segunda ciudad más grande de Dinamarca, solo por detrás de Copenhague. Con el establecimiento del peaje, se construyó la fortaleza de Krogen para controlar el tráfico marítimo e imponer el cobro del peaje. Aun así, durante la guerra de los daneses contra las ciudades hanseáticas (iniciada a raíz de estos peajes), la ciudad y su fortaleza quedaron aislados tras la imposición de embargos a los puertos escandinavos por las flotas hanseáticas, por lo que no podían cumplir su función (que se renovaría tras la guerra, exceptuando el cobro a las ciudades wendas). Poco después, durante la guerra hanseática-holandesa, la ciudad y su fortaleza cambiarían de manos un par de veces entre el bando neerlandés/danés (bajo Erico) y el bando hanseático/danés (bajo Cristóbal de Baviera).
Durante el reinado de Federico II, en el siglo XVI la fortaleza fue remodelada extensamente en forma de un gran castillo que recibía el nombre de Kronborg. El nuevo castillo (actualmente Patrimonio de la Humanidad de la Unesco) no solo fue concebido para proteger el Øresund, sino también como una destacada obra de arte de estilo renacentista.

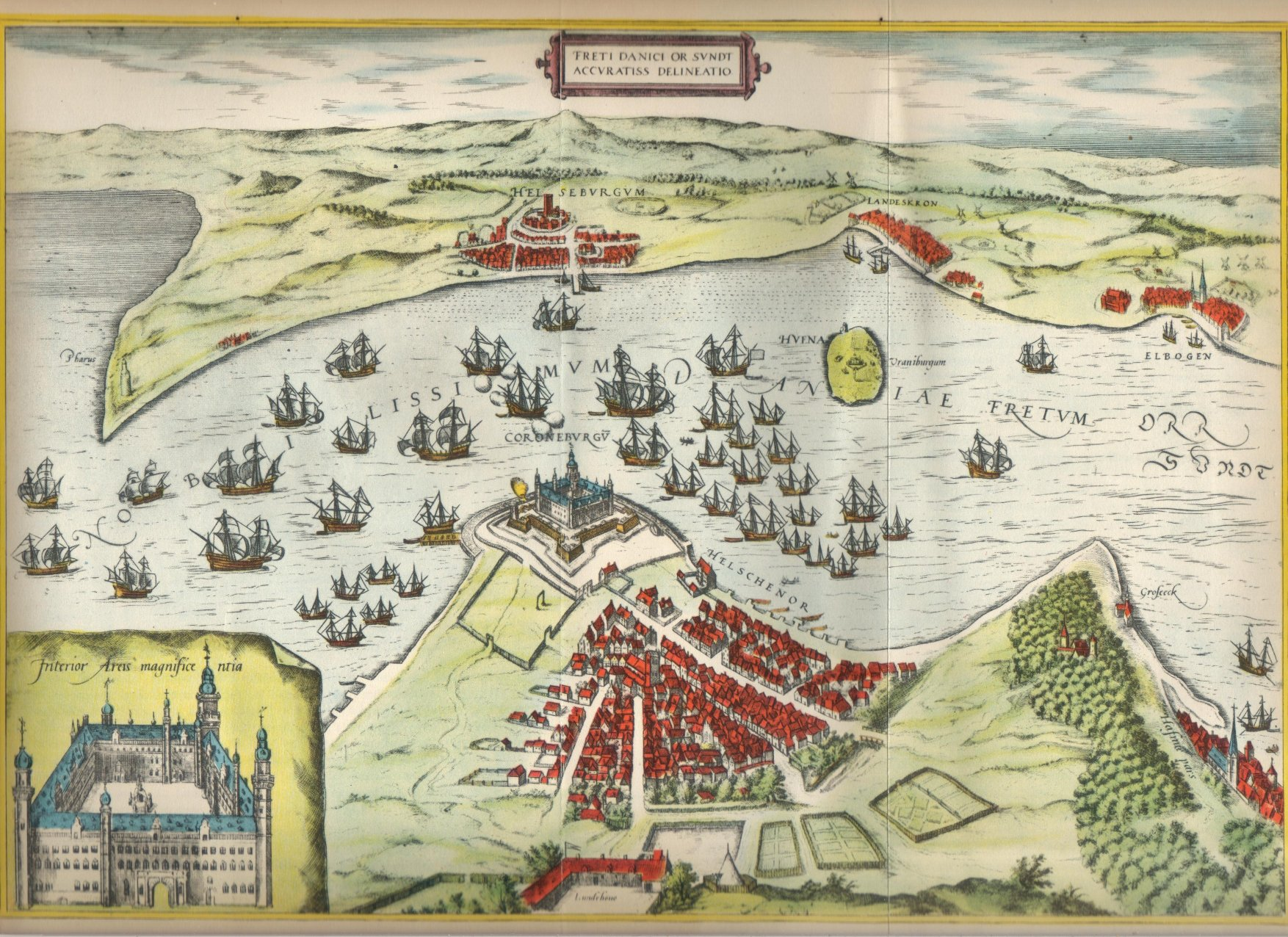
Elsinor, el palacio de Kronborg y el Øresund hacia la segunda mitad del (Civitates orbis terrarum)

Si bien la ciudad fue azotada por varias epidemias debido a la llegada de barcos infectados, y el comercio se vio afectado temporalmente por las guerras, la prosperidad continuó durante todo el siglo XVI y la primera mitad del siglo XVII. Elsinor era una ciudad muy expuesta a las ideas llegadas del extranjero, tanto por las personas que llegaban de paso como por la importante población extranjera que residía en ella. Kronborg fue sitiado y ocupado por tropas suecas durante la guerra de 1658-1660. Tras un período de estancamiento durante la segunda mitad del siglo XVII, la economía vuelve a dinamizarse. En esta misma época, se ensanchan las instalaciones aduanales y se construye un nuevo camino que lleva por tierra a Copenhague. En 1824 el puerto pasa a manos del Estado, que lo moderniza para alojar a barcos de gran calado.

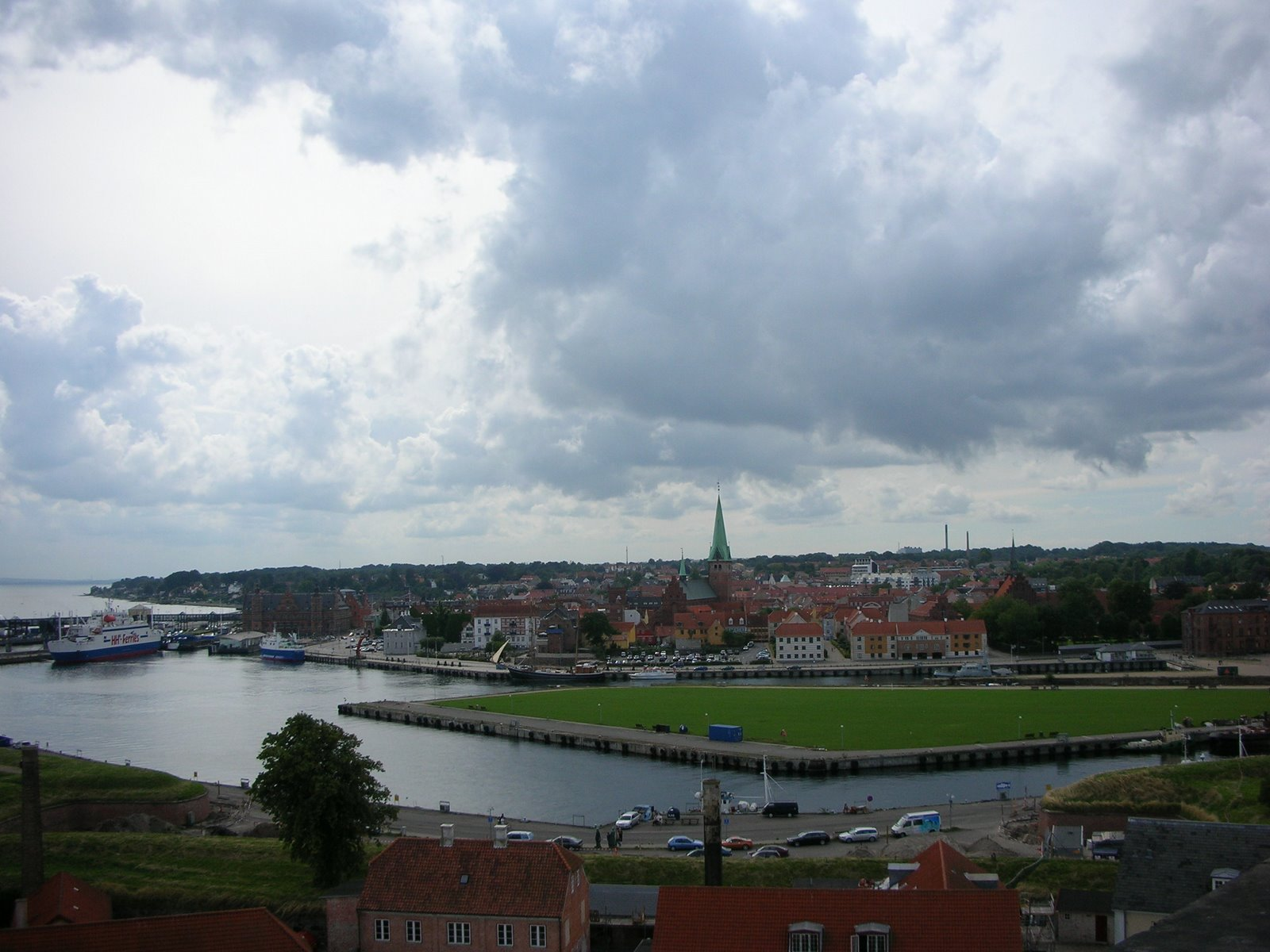
Vista de Elsinor desde el castillo.

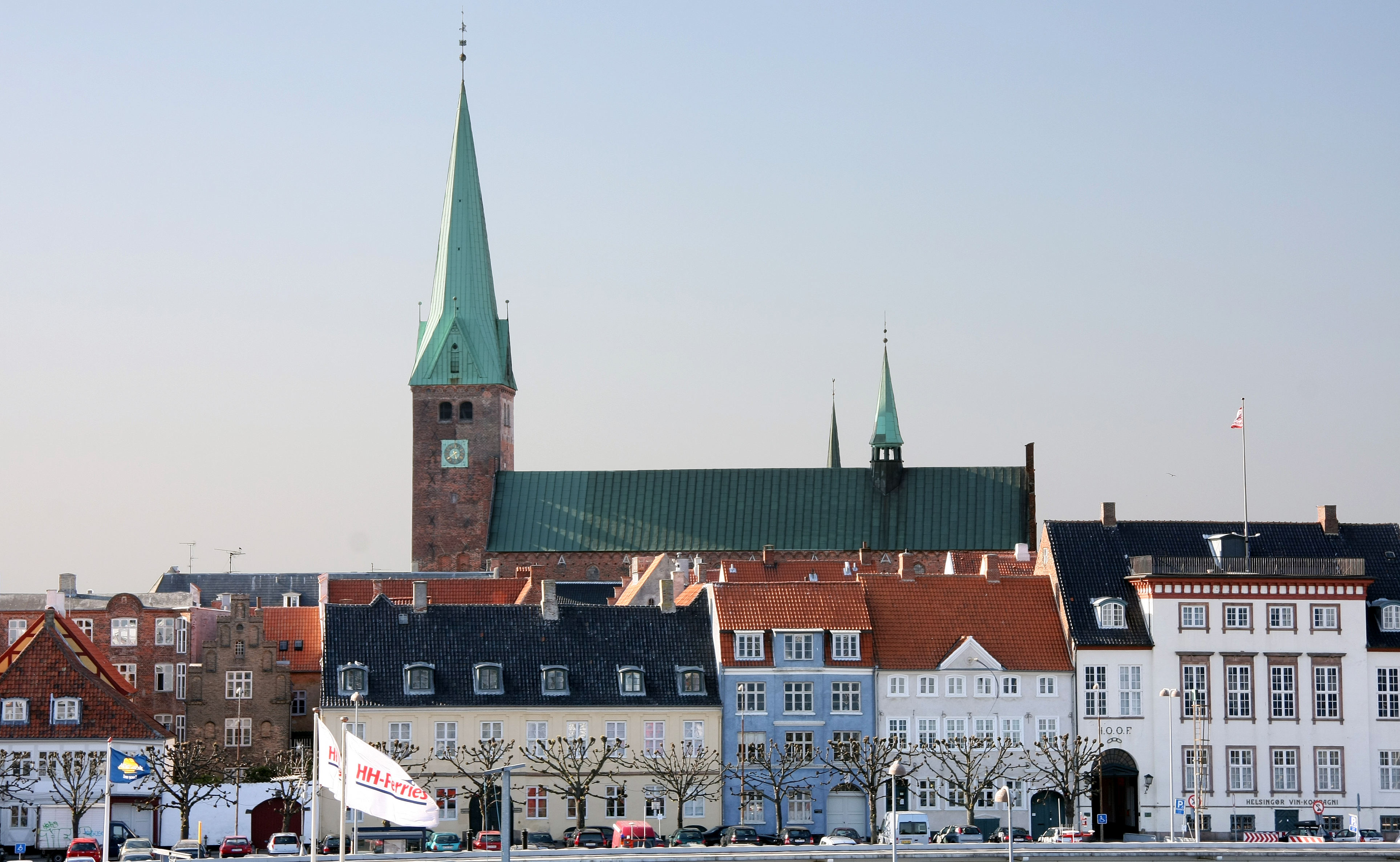
La catedral de San Olaf.

Este segundo aire para el tráfico marítimo en Elsinor no duró mucho tiempo. Las cuotas del Øresund fueron abolidas en 1857, lo que significó una pérdida importante de remesas. Aunque por algún tiempo el puerto continuó sirviendo de estación para el avituallamiento de barcos, la transición de los barcos de vela a los de vapor, que no dependían tanto de las condiciones atmosféricas y por consiguiente no tenían mucha necesidad de anclar en Elsinor, terminó por afectar seriamente el comercio exterior de la ciudad. La población se estancó y finalmente retrocedió.

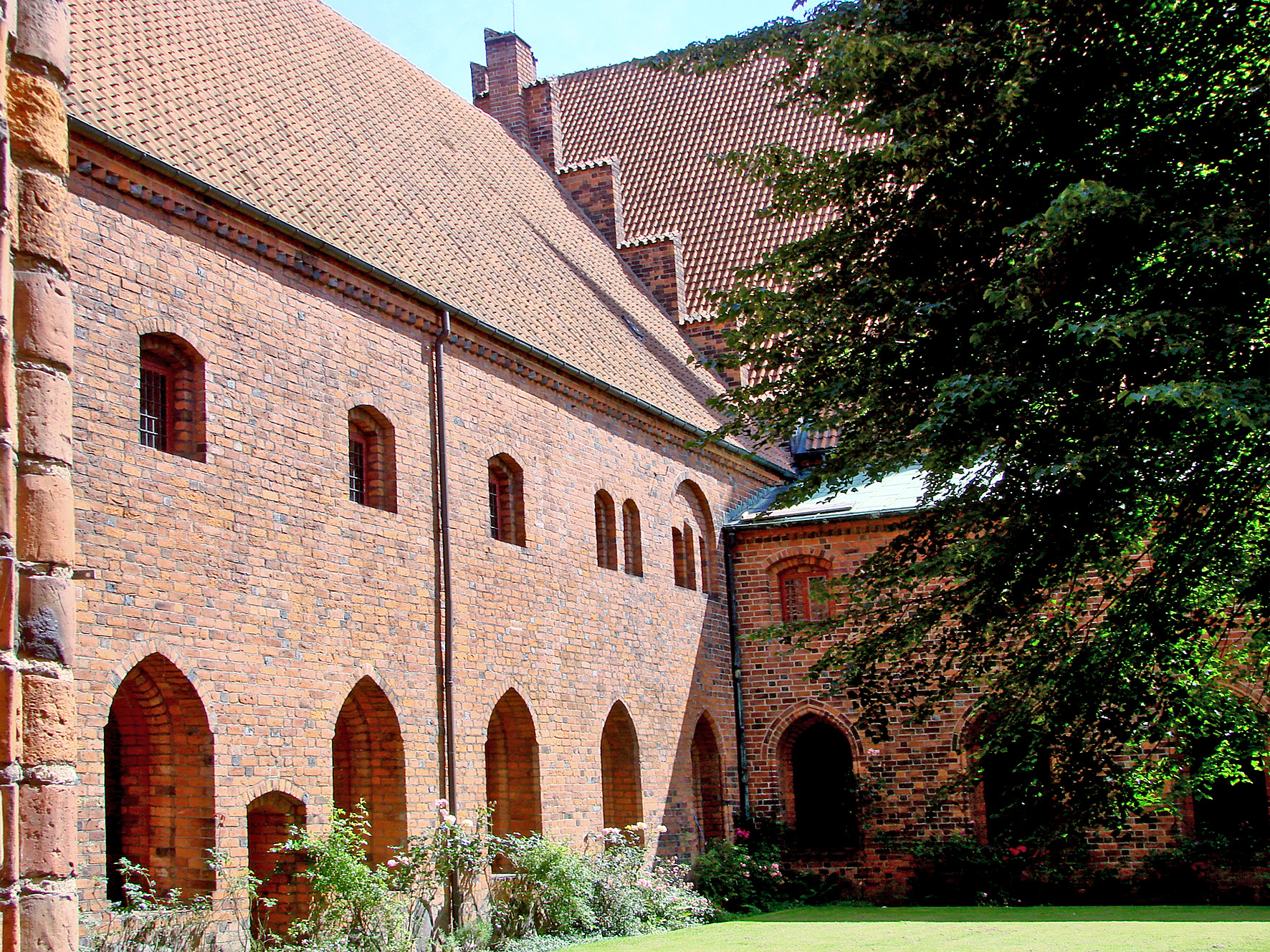
Convento carmelita, el convento medieval mejor conservado de Dinamarca.

En 1864 se crea la línea ferroviaria del norte (Nordbanen) entre Elsinor y Copenhague, en 1892 la línea de transbordadores de trenes entre Elsinor y Helsingborg, y en 1897 una nueva línea de ferrocarril, la línea de la costa (Kystbanen), comunica con la capital. De esta manera, Elsinor ocupó de nueva cuenta un puesto importante en la infraestructura danesa. La ciudad comenzó también a convertirse en un destino turístico, con numerosas casas de verano. La industrialización llegó a Elsinor a finales del siglo XIX, iniciando un nuevo capítulo en la historia de la ciudad con la inauguración de un astillero naval en 1881, que sería uno de los más grandes de Dinamarca. Durante el siglo XX, la ciudad creció rápidamente, y su población pasó de 18 000 habitantes en los años 1930 a 42 000 en 1970. El astillero era de lejos la principal fuente de empleo, ocupando a una décima parte de la población económicamente activa, seguida de otras actividades como el turismo y el transporte transfronterizo en el Øresund.
El 1 de enero de 1961 la Iglesia de Dinamarca creó la Diócesis de Elsinor como una escisión de la Diócesis de Copenhague. Su sede ha sido desde entonces la vieja iglesia de San Olaf.
La actividad industrial, como en la mayoría de las ciudades danesas, decayó entre las décadas de 1960 y 1980, y en 1983 el astillero cerró definitivamente. La población, que había alcanzado su punto máximo en los años 1970, descendió ligeramente en la década siguiente. Desde finales del siglo XX, Elsinor se encuentra cada vez más bajo la influencia del área metropolitana de Copenhague.

## Ciudades hermanadas
El municipio de Elsinor reconoce desde 1955 el hermanamiento con las siguientes ciudades nórdicas:
- Harstad, Noruega
- Umeå, Suecia
- Vaasa, Finlandia